# Alameda del Valle
Alameda del Valle és un municipi del nord-est de la Comunitat de Madrid.

## Història
Els musulmans, per culpa de la sierra de Guadarrama, van iniciar des del poble moltes incursions cap a Segòvia. L'Arxiprest d'Hita, en el Libro del Buen Amor, nomena el port de Malagosto com al lloc de trobada amb la serrana, el port fou durant segles, via de comunicació entre la Vall del Lozoya i Segòvia, a la província a la qual hi va pertànyer fins a 1833, que es va incorporar a Madrid.
La ramaderia sempre va ser el major recurs econòmic del municipi, exportaven llana, cobraven pejae a tots els ramats que travessaven les terres... En el segle xviii, va començar a tenir importància la indústria de lli. Fins fa poc el municipi ha mantingut prosperitat, gràcies a la qualitat de les seves pastures, els seus regadius, l'explotació dels boscos del municipi..., pitjor quan la ramaderia i l'agricultura van perdre el poder econòmic, molta gent va haver d'emigrar del poble passant de 408 habitants en 1900, a 153 habitants 91 anys després. Avui dia, una font important d'ingressos és el turisme, els boscos, l'embassament de Pinilla, i d'altres, atreuen turistes.